# Myrcia bathisiifolia
Myrcia bathisiifolia är en myrtenväxtart som beskrevs av Joáo Rodrigues de Mattos. Myrcia bathisiifolia ingår i släktet Myrcia och familjen myrtenväxter. Inga underarter finns listade i Catalogue of Life.